# Estación Canning
Canning es una estación ferroviaria ubicada en la localidad de Canning, en el actual partido de Ezeiza, Provincia de Buenos Aires, Argentina.

## Infraestructura
Gran parte de la traza fue robada y los terraplenes socavados. La estación hoy está siendo usada solo en los veranos para eventos abiertos a la comunidad, como por ejemplo ferias de artesanos, parque de food trucks, etc.

## Historia
La estación se inauguró el 8 de febrero de 1911 junto al ramal entre las estaciones González Catán y La Plata, correspondía a la Compañía General de Ferrocarriles en la Provincia de Buenos Aires.
La estación dejó de funcionar el 29 de septiembre de 1968 y los últimos trenes circularon en 1993, existiendo intentos fallidos de reactivación a finales de la década de 1990.
Actualmente funciona como centro cultural de la municipalidad de Ezeiza. Se realizan espectáculos gratuitos y también hay una feria artesanal los fines de semana.